# Новофёдоровский сельский округ
Новофёдоровский сельский округ — упразднённая административно-территориальная единица, существовавшая на территории Наро-Фоминского района Московской области в 1994—2006 годах.
Новофёдоровский сельсовет был образован в первые годы советской власти. По данным 1923 года он входил в состав Наро-Фоминской волости Звенигородского уезда Московской губернии.
В 1926 году Новофёдоровский с/с включал деревни Александровка и Ново-Фёдоровка, а также лесную сторожку и будку.
В 1929 году Новофёдоровский сельсовет вошёл в состав Наро-Фоминского района Московского округа Московской области. При этом к нему были присоединены Бекасовский и Шаламовский с/с.
21 мая 1959 года к Новофёдоровскому с/с были присоединены селения Кузнецово, Руднево, Сотниково и Яковлевское упразднённого Рассудовского с/с. Одновременно из Атепцевского с/с в Новофёдоровский были переданы селения Афанасово, Ивановка, Мачехино, Могутово и Савеловка, а из Алабинского с/с в Новофёдоровский были переданы посёлок Мыза, территории дома инвалидов № 6 и подсобного хозяйства Наро-Фоминского торга.
30 декабря 1962 года Наро-Фоминский район был упразднён и Новофёдоровский с/с вошёл в Звенигородский сельский район. 11 января 1965 года Новофёдоровский с/с был возвращён в восстановленный Наро-Фоминский район.
17 августа 1965 года из Петровского с/с в Новофёдоровский были переданы селения Белоусово, Голохвостово, Гуляево, Долгино, Зверево, Игнатово, Лисинцево, Малеевка, Новиково, Ожигово, Пахорка, Рассудово, Талызино, Фёдоровка, Хмырево и посёлок учхоза «Юрьевское».
30 мая 1978 года в Новофёдоровском с/с было упразднено селение Сотниково.
2 февраля 1982 года из Новофёдоровского с/с был выделен новообразованный рабочий посёлок Киевский, в черту которого вошли станция Бекасово-сортировочная, посёлок платформы Бекасово и посёлок Бекасово. Кроме того в административное подчинение Киевскому из Новофёдоровского с/с были переданы селения Мачихино и Пожитково. Центром Новофёдоровского с/с было назначено селение Яковлевское.
29 октября 1984 года селения Мачихино и Пожитково были возвращены из административного подчинения р.п. Киевский в Новофёдоровский с/с.
3 февраля 1994 года Новофёдоровский с/с был преобразован в Новофёдоровский сельский округ.
17 мая 2004 года из Петровского с/о в Новофёдоровский был передан посёлок Рассудово.
6 декабря 1995 года в Атепцевском с/о был образован посёлок Новая Ольховка, в черту которого была включена деревня Татарка.
26 февраля 1997 года в Атепцевском с/о посёлок станции Латышская был преобразован в деревню Латышская.
В ходе муниципальной реформы 2004—2005 годов Новофёдоровский сельский округ прекратил своё существование как муниципальная единица. При этом его населённые пункты были переданы частью в городское поселение Киевский, частю в городское поселение Наро-Фоминск, частью в городское поселение Селятино, а частью в сельское поселение Новофёдоровское.
29 ноября 2006 года Новофёдоровский сельский округ исключён из учётных данных административно-территориальных и территориальных единиц Московской области.